# 松山療養所所長宿舍
25°02′54″N 121°35′37″E / 25.048469°N 121.593492°E
松山療養所所長宿舍，位於臺灣臺北市南港區新光里，為松山療養所的殘留建築，是2016年《文化資產保存法》修法後，中央政府得以將歷史建築無償撥用給地方政府的案例，今以「靜心苑」之名委外活化。

## 歷史
松山療養所長宿舍約於1935年興建，屬高等官第二種官舍。入口有八角形小築，內部有車寄、玄關、應接室等。全區面積277坪中有45坪產權為私有，持有者為鄭氏宗祠的四十九位人士。
2006年2月17日，台北市文化局邀集古蹟專家會勘市區精華地帶國有眷舍後，專家判斷保有完整庭院與建築室內樣貌，建議登錄為歷史建築。該年登錄歷史建築後，因管理方的衛生福利部胸腔病院預算不足，只能做定期環境清潔消毒。附近住戶抱怨六年來都沒有修復，使老舊建築更顯殘破，便向議員闕枚莎陳情，要求盡速活化，開放為文化場館之用。2013年8月，面對建築與圍牆外觀殘破不堪、雜草叢生，新光里長里龔睿堉表示，上個月蘇力颱風來襲之時，老樹全都傾倒，還是他自己掏腰包購買電鋸處理。2015年8月5日，龔睿堉以里長身分向台北市長柯文哲提案，希望市府盡快解決。
2016年，北市府以新台幣6400萬元向私人購地，解決建物及土地權屬問題。至於公有土地財權部分，因產權屬於國有執行卡關，直到2016年7月《文化資產保存法》修法通過，文化局得以用第21條「無償撥用」、第28條「管理不當」，向衛福部胸腔病院談判，終於對方在11月15日的研商會議承諾兩個月內無償撥用。2018年，在松山療養所無預警遭拆除後，文化局為平息文資界不滿，加速推動位松山療養所所長宿舍宿舍與松山療養所宿舍修復工及活化再利用計畫。文化局動用2254萬元第二預備金，委託蔡孟哲建築師事務所辦理規劃設計監造及修復工程。運用現代技術與工法，並透過影像紀錄及3D數位掃描方式保存，以一年半時間修護。
修護後，2019年9月20日，文化局招商說明會上，說明招商條件以藝術、養生為考量，並與社區密切合作，以OT模式前三年年租金為15萬元，第四年對街的松山療養所宿舍納入後增多5萬，一次簽約五年，可續約一次。由新視紀廣告行銷公司得標，2020年5月18日開始以「靜心苑」之名營運。

## 外部連結
- 靜心苑的Facebook專頁
- 官方网站